# Eupithecia fulvata
Eupithecia fulvata är en fjärilsart som beskrevs av Fletcher 1951. Eupithecia fulvata ingår i släktet Eupithecia och familjen mätare. Inga underarter finns listade i Catalogue of Life.